# Tatort: Rotkäppchen
Rotkäppchen ist ein Fernsehfilm aus der Kriminalreihe Tatort der ARD, des ORF und SRF. Der Film wurde vom MDR unter Regie von Hajo Gies produziert und am 12. Januar 2003 erstmals ausgestrahlt. Es handelt sich um die Tatort-Folge 522. Für den Kriminalhauptkommissar Bruno Ehrlicher und seinen Kollegen Kain ist es der 10. Fall, in dem sie in Leipzig ermitteln.

## Handlung
Kommissar Kain macht auf dem Weg zu einem vermeintlichen Tatort eine Beobachtung, die kurz darauf zu einem tatsächlichen Einsatz wird. Nachdem er eine Rangelei zwischen zwei jungen Leuten bemerkte, meldete er dies der Einsatzzentrale, damit sie eine Streife zur Kontrolle dort hinschicken. Kurze Zeit später wird die Adresse zu seinem neuen Einsatzort. Ein junges rothaariges Mädchen liegt tot auf der Treppe in ihrem Elternhaus, und Kain macht sich Vorwürfe, nicht gleich selbst eingeschritten zu sein. Ihr Vater verdächtigt Martin Kubelka, der mal bei ihm angestellt war und den er als „komischen Vogel“ betitelt. Kain bestätigt, nachdem er ein Foto des Verdächtigen sieht, dass er derjenige war, mit dem das Mädchen gestritten hatte. Für ihn besteht kein Zweifel, dass er „Rotkäppchens“ Mörder ist. Aufgrund seiner Schuldgefühle ist er nicht zu bremsen und nimmt Kubelka, der mittlerweile in einer Bäckerei arbeitet, sofort fest. Doch noch am gleichen Tag muss er erfahren, dass dieser schon wieder auf freien Fuß gesetzt wurde, weil ihn die DNA-Analyse entlastete. Auch „Rotkäppchens“ Vater erfährt von Kubelkas Freilassung und ist ebenso empört.
Ehrlicher rügt den Alleingang seines Kollegen und erklärt ihm, dass er sich offensichtlich zu voreilig auf einen Täter festgelegt hat. Kain sieht dies ein und will sich bei Kubelka entschuldigen, doch als er sich mit ihm treffen will, liegt dieser tot vor ihm auf der Straße. Nach Ansicht der Kriminaltechnik hat er sich selbst von der Brücke gestürzt. Kain zweifelt daran und verdächtigt „Rotkäppchens“ Vater, bei Kubelkas Sturz nachgeholfen zu haben. Auch Ehrlicher geht Kains Bedenken nach und lässt an der Universitätsklinik eine zweite Untersuchung an Kubelkas Leiche durchführen. Diese widerlegt die Selbstmordvermutung tatsächlich, was jedoch dazu führt, dass die Staatsanwältin Kain suspendiert. Sie hält es für möglich, dass er den Rächer spielen wollte, da er ihre Entscheidung, Kubelka aus der Haft zu entlassen, nicht teilte.
Um Kains Unschuld zu beweisen, lässt Ehrlicher das Alibi von „Rotkäppchens“ Vater noch einmal überprüfen. Als Taxifahrer unterliegt er der ständigen Kontrolle der Zentrale, und die Funk-Gespräche geben Aufschluss über Ort und Zeit des Einsatzes eines jeden Fahrers. Somit ist auszuschließen, dass Lemke in der Nähe war, als Kubelka starb.
Inzwischen kann auch „Rotkäppchens“ Freund Nico ausfindig gemacht werden. Er hatte sich stets versteckt gehalten, da Katrins Vater ihn nicht in der Nähe seiner Tochter duldete. Nach seinen Angaben wollte dieser niemanden in ihrer Nähe haben und versuchte, sie von fremden Männern abzuschirmen. Dabei sei er häufig gewalttätig geworden, auch gegen seine eigene Tochter. Kurzentschlossen lässt Ehrlicher Lemke noch einmal überprüfen, und Walter findet heraus, dass er die Rufumleitung seiner Taxizentrale manipuliert hatte, sodass die dort festgehaltenen Zeiten nicht stimmen.
Am Ende stellt sich heraus, dass Lemke seine erwachsenwerdende Tochter in seinem Überwachungswahn und falsch verstandener Fürsorge zur Rechenschaft ziehen wollte und sie im Streit die Treppe hinuntergestürzt war. Auf Kubelka war er eifersüchtig, weil dieser in seiner kindlichen Art einen liebevolleren Umgang mit ihr hatte, als es ihm gelungen war.

## Kritik
Die Kritiker der Fernsehzeitschrift TV Spielfilm vergaben für diesen Tatort die bestmögliche Wertung und schrieben: „Geschickt konstruierter Polizeikrimi, ein bisschen grau, aber authentisch.“ Das Gesamtfazit lautete: „Polizeikrimi mit mehr Tiefgang als üblich“.